# Pócsakői-víznyelő
A Pócsakői-víznyelő Magyarország megkülönböztetetten védett barlangjai között van. Az Aggteleki Nemzeti Park területén található. A barlang az Aggteleki-karszt és a Szlovák-karszt többi barlangjával együtt a világörökség része. Bódvaszilas megkülönböztetetten védett hat barlangja közül az egyik.

## Leírás
Az Alsó-hegy fennsíkjának peremén, Bódvaszilas központjától északnyugatra található. Az Alsó-hegy fennsíkjára jellemző zsombolyoktól eltérően időszakosan aktív víznyelőbarlang, ugyanúgy mint a Meteor-barlang és a Kopaszgally-oldali 2. sz. víznyelőbarlang. Ez utóbbitól körülbelül 100 méterre egy víznyelőtölcsérben van lyukszerű bejárata. Közvetlenül az Országos Kéktúra útvonala, a 24-es számú Országos Kéktúra szakasz mellett van. Bódvaszilas központja felől megközelítve, egy meredeken emelkedő útszakasz után nyílik.
A barlangban elnyelődő víz a Vecsem-forrásban jelenik meg, amely 2100 méter távolságra fakad légvonalban. Felső triász mészkőben keletkezett. Omladékosak és szűkek járatai, valamint a barlang cseppkövekben szegény. Bejárásához engedély és barlangjáró alapfelszerelés kell. Ajánlott alsó aknájában kötelet használni kapaszkodásra, amelyhez 10 méter hosszú kötél elég.
Előfordul a barlang az irodalmában Pócsa-kő Cave (Kordos 1977), Pócsa-köi-víznyelőbarlang (Vlk 2019), Pócsa-kői-barlang (Kőrösi 1983), Pócsakői-barlang (Szenthe 1972), Pócsakői-viznyelőbarlang (Kordos 1978), Pócsa-kői-víznyelőbarlang (Takácsné 1987), Pócsakői-víznyelőbarlang (Kordos 1977) és Pócskői-víznyelő (Kordos 1984) neveken is. 1984-ben volt először Pócsakői-víznyelőnek nevezve a barlang az irodalmában.

## Kutatástörténet
A Budapesti Vörös Meteor Barlangkutató Csoport tagjai 1963-ban kezdték el bontással feltárni a barlangot, amelyet 1963 nyarán 20 m mélységig sikerült bejárniuk. 1964 márciusában fluoreszceines vízfestéssel kimutatták a víznyelő és a Vecsem-forrás kapcsolatát. A március 24-én megfestett víz 6 nap múlva jelent meg a forrásban. A barlang és a forrás között kb. 2 km a távolság légvonalban. 1964 nyarán újabb járatokat fedeztek fel a csoport barlangkutatói a Pócsakői-víznyelőben, amelynek ekkor a hossza kb. 50 m volt.
Frojimovics Gábor és társai 1965-ben folytatták a barlangban végzett feltáró munkájukat. Ekkor Frojimovics Gábor által vezetve fel lett mérve a barlang. A felmérés adatainak felhasználásával elkészült a barlang alaprajz térképe és hossz-szelvény térképe. Dénes György az 1965. szeptemberben készült terepjelentésébe azt írta a felméréssel kapcsolatban, hogy a barlang hossza 90 m, mélysége pedig 51 m. A csoport 1966-ban, kisebb ellenőrzést és munkát végzett a járatrendszerben. A VMTE Petőfi Csoportjának kutatói 1968-ban dolgoztak a Pócsakői-víznyelő végpontján, hogy további járatokat fedezzenek fel. Az MHSZ Debreceni Könnyűbúvár Klub Barlangkutató Csoportjának tagjai és a VMTE Lakatos László Barlangkutató Csoportjának tagjai az 1970-es évek közepén, térképező munkát végeztek a barlangban.
A Bertalan Károly által írt, 1976-ban befejezett kéziratban szó van arról, hogy a Pócskői viznyelő (Pócsakői viznyelő) az Alsó-hegyen, Bódvaszilason helyezkedik el. A kb. 30 m hosszú barlang megfestett vize a Vecsem-forrásban bukkant elő. A víznyelő nagyon meredek oldalakról vezeti el a vizet, ezért gyorsan lefolyik a víznyelőbe a víz. A kézirat barlangot ismertető része 1 publikáció alapján lett írva. Az 1977. évi Karszt és Barlang angol nyelvű különszámában megjelent, The longest and deepest caves of Hungary (December 31, 1975) című közleményből megtudható, hogy az Aggteleki-karszton fekvő, 51 m mély Pócsa-kő Cave (víznyelőbarlang) 1975. december 31-én Magyarország 41. legmélyebb barlangja. A 40. legmélyebb barlang (Nagykőmázsa-oldali-zsomboly) szintén 51 m mély.
Az 1977. december 31-i állapot szerint (MKBT Meghívó 1978. május), az Aggteleki-karszton lévő és 51 m mély Pócsakői-viznyelőbarlang az ország 46. legmélyebb barlangja. Az 1977. évi Karszt és Barlangban megjelent összeállítás alapján, 1977. december 31-én Magyarország 50. legmélyebb barlangja az Aggteleki-karszton elhelyezkedő, 1977. december 31-én, 1976-ban és 1975-ben 51 m mély Pócsakői-víznyelőbarlang. A 49. legmélyebb barlang (Nagykőmázsa-oldali-zsomboly) szintén 51 m mély. Ez az összeállítás naprakészebb az 1978. májusi MKBT Meghívóban publikált listánál.
A Pócsakői-víznyelőben a VMTE Központi Barlangkutató Csoport 1981-ben, 1982-ben, 1983-ban és 1984-ben végzett feltáró munkát. 1982-ben a Vörös Meteor TE Központi Barlangkutató Csoportnak volt kutatási engedélye a barlang kutatásához. Az 1984-ben kiadott, Magyarország barlangjai című könyv országos barlanglistájában szerepel az Aggteleki-karszton lévő barlang Pócskői-víznyelő néven Pócsakői-víznyelő névváltozattal. A listához kapcsolódóan látható az Aggteleki-karszt és a Bükk hegység barlangjainak földrajzi elhelyezkedését bemutató 1:500 000-es méretarányú térképen a barlang földrajzi elhelyezkedése. Az 1987. december 31-i állapot alapján Magyarország 62. legnagyobb függőleges kiterjedésű barlangja az 5450 barlangkataszteri egységben lévő és 51 m függőleges kiterjedésű Pócsa-kői-víznyelőbarlang. Az összeállítás szerint az 1977. évi Karszt és Barlangban közölt mélységi listában a barlang 51 m mély.

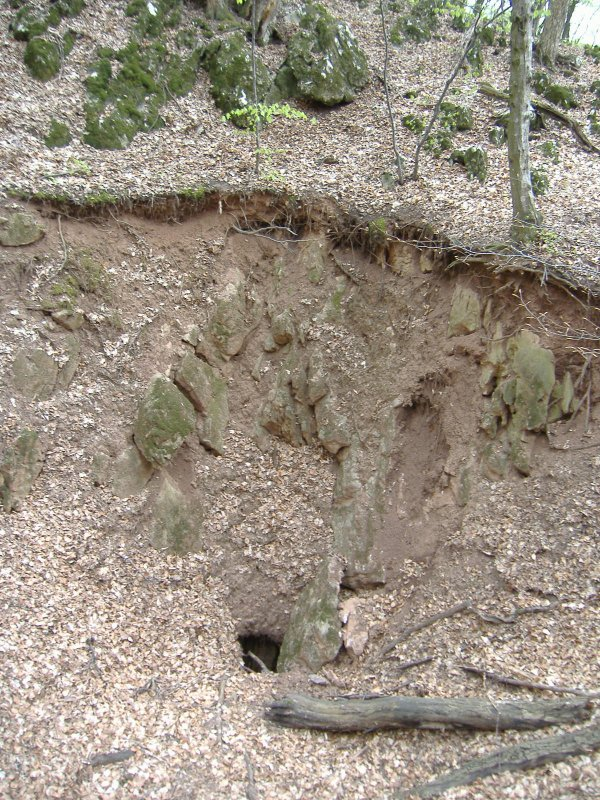
A Pócsakői-víznyelő bejárata 2011-ben

1990-ben a VMTE Központi Barlangkutató Csoportnak volt kutatási engedélye a barlang kutatásához. 1995 óta a világörökség része a Pócsakői-víznyelő. A Nyerges Attila által 1997-ben készített szakdolgozat szerint az 50 m mély Pócsa-kői-víznyelőbarlang az Alsó-hegy magyarországi részének 8. legmélyebb barlangja. A 9. legmélyebb (Széki-zsomboly) és a 10. legmélyebb (Lujza-lyuka-zsomboly) szintén 50 m mély. 1998-ban készült el a barlang hossz-szelvény térképe és 3 keresztmetszet térképe, amelyeket a BEAC barlangkutatói készítettek. A hossz-szelvény térképen látszik a 3 keresztmetszet elhelyezkedése a barlangban. A 2003-ban kiadott, Magyarország fokozottan védett barlangjai című könyvben található, Egri Csaba és Nyerges Attila által készített mélységi lista szerint az Aggteleki-karszton lévő és 5452-14 barlangkataszteri számú Pócsakői-víznyelő Magyarország 83. legmélyebb barlangja 2002-ben. A 2002-ben 51 m mély barlang 1977-ben és 1987-ben is 51 m mély volt. A Koleszár Krisztián által írt, 2004–2005-ben megjelent kirándulásvezető füzet szerint a barlang 87 m hosszú és 51 m mély.
A 2005-ben napvilágot látott, Magyar hegyisport és turista enciklopédia című kiadványban önálló szócikke van a barlangnak. A szócikk szerint a Pócsakői-víznyelő az Aggteleki Nemzeti Parkban található és védett természeti érték. Bódvaszilas felett, az Alsó-hegy oldalában, 406 m tengerszint feletti magasságban van a barlang bejárata. A Vörös Meteor SE barlangkutatói bontással tárták fel 1963-ban. Triász mészkőben jött létre az időszakosan aktív és szűk barlang. Már 1964-ben ki lett mutatva vízfestéssel a víznyelő és a 2100 m légvonalbeli távolságra levő Vecsem-forrás kapcsolata. A Pócsakői-víznyelő hossza 87 m és mélysége 51 m. Engedéllyel, alapfelszereléssel és kapaszkodókötéllel járható.
Az Aggteleki Nemzeti Park Igazgatóság működési területén lévő, 5452/14 nyilvántartási számú Pócsakői-víznyelő, 2006. február 28-tól, a környezetvédelmi és vízügyi miniszter 8/2006. KvVM utasítása szerint, megkülönböztetett védelmet igénylő barlang. Az Aggteleki Nemzeti Park Igazgatóság működési területén lévő és 5452-14 kataszteri számú Pócsakői-víznyelő, 2012. február 25-től, a vidékfejlesztési miniszter 4/2012. (II. 24.) VM utasítása szerint, megkülönböztetetten védett barlang. A barlang (eltömődött bejárati része miatt) 2014. április 27-én járhatatlan volt.
Az Alsó-hegy karsztjelenségeiről szóló, 2019-ben kiadott könyvben az olvasható, hogy a Pócsa-köi-víznyelőbarlang 87 m hosszú és 50 m mély. A barlang azonosító számai: Szlovákiában 183, Magyarországon 5452/14, egyéb N/4. A könyvben publikálva lett a barlang 1998-ban készített hossz-szelvény térképe és 1998-ban készített 3 keresztmetszet térképe. A barlangot a BEAC 1998-ban mérte fel, majd a BEAC 1998-ban, a felmérés adatainak felhasználásával megrajzolta a barlang térképeit. A térképeket Luděk Vlk 2016-ban digitalizálta. A kiadványhoz mellékelve lett az Alsó-hegy részletes térképe. A térképet Luděk Vlk, Mojmír Záviška, Ctirad Piskač, Jiřina Novotná, Miloš Novotný és Martin Mandel készítették. A térképen, amelyen fekete ponttal vannak jelölve a barlangok és a zsombolyok, látható a Pócsakői-víznyelő (5452/14, 183) földrajzi elhelyezkedése.
A 2021. évi MKBT Tájékoztatóban megjelent helyesbítés szerint a 2020. évi MKBT Tájékoztatóban közölt információ hibás, mert a Pócsakői-víznyelőben elnyelődő víz nem a Meteor-forrásban, hanem a Vecsem-forrásban jelenik meg. 2021. május 10-től az agrárminiszter 17/2021. (IV. 9.) AM rendelete szerint a Pócsakői-víznyelő (Aggteleki Nemzeti Park Igazgatóság működési területe) az igazgatóság engedélyével látogatható. A 13/1998. (V. 6.) KTM rendelet egyidejűleg hatályát veszti.